# Adji Otèth Ayassor
Adji Otèth Ayassor, né à Défalé, est un homme politique togolais, ministre de l'Économie et des Finances durant huit ans, entre 2007 et 2016. Il est depuis conseiller à la présidence.

## Biographie

### Carrière universitaire
Adji Ayassor est diplômé de l'université de Bordeaux (doctorat en droit public en 1983), de l'université du Wisconsin (résolution de conflit en 1991) et de l'université Harvard (Master of Laws). Juriste de formation, il est également professeur d'université en droit des finances et en droit constitutionnel à l'université de Lomé et à l'École nationale d'administration, ainsi que secrétaire général du ministère de l'Éducation nationale et de la Recherche dans les années 1990 et du ministère des Enseignements primaire et secondaire.
Il a exercé en tant que consultant au Togo et à l'international et comme expert sur les questions d'éducation.

### Carrière politique
Ayassor commence sa carrière politique comme secrétaire générale de la présidence en février 2006, peu de temps après l'accession au pouvoir de Faure Gnassingbé. Il ne reste que quelques mois à ce poste, avant d'être nommé ministre des Finances, du Budget et des Privatisations dans le gouvernement Mally. Dans le même temps, il est élu député dans sa préfecture natale de Doufelgou sous l'étiquette du Rassemblement du peuple togolais. Il ne siège finalement jamais car trop occupé à son poste gouvernemental.
Bien que discret en tant que ministre, il est à l'origine d'un grand nombre de réformes (près de 160 entre 2010 et 2013) visant à assainir les finances togolaises. Sa réforme la plus célèbre reste la fusion des douanes et des impôts pour créer l'Office togolais des recettes en 2014, bien qu'il s'agisse également de sa réforme la plus critiquée. Il manque d'être limogé en 2015 lors de la formation du premier gouvernement Klassou mais se voit finalement attribué deux nouveaux portefeuilles (planification et développement) et le titre de ministre d'État. Il est toutefois évincé un an plus tard lors d'un léger remaniement pour devenir conseiller à la présidence auprès de Faure Gnassingbé.
Son bilan de fin de mandat est considéré comme « très correct »,, notamment car il permet au Togo de renouer avec le Fonds monétaire international et la Banque mondiale et d'annuler une majorité de la dette extérieure du pays. Il est toutefois entaché par un scandale d'évasion fiscale, les Panama Papers, ainsi que des accusations de corruption.
Un an plus tard, il devient président directeur général de la Société africaine de biocarburant et des énergies renouvelables (SABER) à partir de juillet 2017. D'abord nommé à cette fonction par intérim.